# Liste der Mitglieder des Bayerischen Landtages (Königreich, 10. Wahlperiode)
Diese Liste gibt einen Überblick über alle Mitglieder des Bayerischen Landtages in der 10. Wahlperiode des Königreichs Bayern (1859–1861). In die Wahlperiode fallen die Sitzungen des 19. Landtags vom 15. Januar 1859 bis zum 26. März 1859 und des 20. Landtages vom 14. Juli 1859 bis 12. November 1861.

## Kammer der Abgeordneten

### Präsidium
- 1. Präsident: Friedrich Adam Justus Graf von Hegnenberg-Dux (1810–1872)
- 2. Präsident: Ludwig von Weis (1813–1880)
- 1. Sekretär: Joseph Ritter von Hirschberger
- 2. Sekretär: Johann Eberhard Käfferlein (1807–1888)

### Abgeordnete

#### A
- Johann Baptist Angerer
- Alois Nikolaus Ambros Graf von Arco-Stepperg
- Fischel Arnheim (1812–1864)
- Joseph Artmann
- Franz Joseph Aufschläger

#### B
- Joseph Baader (1794–1867)
- Marquard Adolph Barth (1809–1885)
- Joseph Bauer (1805–1865)
- Johann Nikolaus Ludwig Beer
- Franz Michael Benz (1809–1882)
- Franz Xaver Berger
- Michael Berlenz (1805–1879)
- Georg Bermühler (Behrmühler)
- Joseph Boos
- Adolph Bernhard Boyé
- Karl Brater
- Friedrich Karl Brunck
- Franz Peter Buhl (1809–1862)
- Theobald Graf von Butler-Clonebough

#### C
- Christian Christoph Chelius
- Franz Christoph
- Karl von Craemer

#### D
- Carl Damm
- Mathias Mattäus Dellefant
- Otto Karl Deuster
- Joseph Dietmaier (Dietmair)
- Ignaz Doppelhammer

#### E
- Karl Friedrich Wilhelm Eder
- Joseph Endres
- Johann Kaspar Engelhardt
- Georg Engert

#### F
- Michael Fischer
- Karl Föckerer
- Franz Förg

#### G
- Bernhard Gademann
- Friedrich Geiger
- Franz Paul Graf
- Karl Grimm
- Andreas Groh
- Ludwig Albert Freiherr von Gumppenberg

#### H
- Philipp Hack
- Georg Hamminger
- Rupert Hartmann
- Max Hausladen
- Friedrich Adam Justus Graf von Hegnenberg-Dux (1810–1872)
- Franz Xaver Heidinger
- Max Joseph Heimer
- Carl Hirnbein
- Joseph Ritter von Hirschberger
- Alois Höfter (Hefter)
- Joseph Höfter (Hefter)
- Karl Hohenthanner

#### J
- Lukas Jäger
- Jakob Jahreis
- Ernst Jänisch

#### K
- Karl Kaberhuber
- Johann Eberhard Käfferlein (1807–1888)
- Johann Kast
- Friedrich Alexander Keyl (1809–1878)
- Michael Georg Krämer
- Franz Paul Krumbach
- Max Joseph Freiherr von Könsberg

#### L
- Eduard Lang
- Jakob Franz Lang (1799–1869)
- Johann Längenfelder
- Ernst von Lasaulx (1805–1861)
- Michael Latein
- Johann Jakob von Lauk
- Franz Ritter von Lenk
- Gustav Freiherr von Lerchenfeld (1806–1866)
- Daniel Ley
- Johann Baptist Loibl
- Ludwig von Lottner (1821–1874)

#### M
- Robert Freirich Ferdinand Mahla
- Friedrich Wilhelm Mandel
- Joseph Mayr
- Georg Mayr (Mayer)
- Ferdinand Medicus
- Gustav Miller
- Ludwig Molique
- Franz Joseph von Morett
- Adam Müller (1814–1879)
- Daniel Ernst Müller
- Hermann von Münch (1819–1883)

#### N
- Carl von Nar
- Michael Joseph Netschert
- Wilhelm Gottlieb Ritter von Neuffer
- Anton Nickel
- Ferdinand Nickels (1811–1893)
- Martin Niedermaier
- Christian Nöthig
- Friedrich Adam Nützel

#### O
- Franz Xaver Ott
- Karl Friedrich Ottmann

#### P
- Franz Pachmayr
- Adolph Xaver Paur (1802–1871)
- Max Freiherr von Perfall
- Andreas Pfaff
- Maximilian Marquard Freiherr von Pfetten
- Michael Ritter von Poschinger (1794–1863)
- Joseph Ritter von Pözl
- Eugen Napoleon Prinz

#### R
- Joseph Rabl
- Ferdinand Graf von Rambaldi
- Franz Rebay (Rebey)
- Friedrich Wilhelm Rebenack (1791–1866)
- Franz Xaver Rechenmacher
- Oskar Freiherr von Redwitz-Schmölz
- Max Regler
- Frater Anton Reicherzer
- Max Reinpold
- Anton Rieder
- Ludwig Römmich (1816–1894)
- Julius Freiherr von Rotenhan
- Anton Ruland (1809–1874)
- Heinrich Rußwurm

#### S
- Konrad Samhaber
- Gustav von Schlör (1820–1883)
- Georg Schmalhofen (Schmalhofer)
- Georg Schmaus
- Franz Xaver Schmid (1800–1871)
- Michael Georg Schmidt
- Johann Michael Schobert (Schoberth)
- Johann Baptiest Schrauth
- Ignaz Schuster (1816–1880)
- Adam Schwab (Schwaab)
- Gabriel Sedlmayr (1811–1891)
- Alois Stadler
- Leonhard Stadler
- Karl Christoph Stauber (1814–1860)
- Georg Steinheimer
- Kaspar Joseph Ritter von Steinsdorf

#### T
- Johann Baptist Thanner
- Wilhelm Freiherr von Thüngen
- Philipp Freiherr von Thüngen auf Zeitlofs
- Friedrich Tröltsch (1838–1924)

#### U
- Philipp Umbscheiden (1816–1870)
- August Anton Urban

#### V
- Jakob Vierling
- Remigius Vogel
- Franz Joseph Völk
- Thomas Völk

#### W
- Joseph Johann Wagner (1813–1890)
- Karl Theodor Wagner
- Johann Adam Walz
- Karl Ferdinand Weinmann
- Ludwig Weis (1813–1880)
- Wenzeslaus Wiedenhofer
- Anton Wodak
- Karl Heinrich Wolf
- Johann Wutz (vor 1858–nach 1863)

#### Z
- Jakob Zierer (1824–1890)

## Kammer der Reichsräte

### Präsidium
- 1. Präsident: Franz Ludwig Philipp Schenk von Stauffenberg (1801–1881)
- 2. Präsident: Carl Graf von Seinsheim  (1784–1864)
- 1. Sekretär: Julius Adolph Freiherr von Niethammer (1798–1882)
- 2. Sekretär: Maximilian Joseph Wilhelm Graf von Montgelas

| Inhaltsverzeichnis A B C D E F G H L M N O P Q R S T W Y Z |

#### A
- Maximilian Joseph Graf von Arco-Valley
- Karl Maria Freiherr von Aretin auf Heidenburg
- Peter Carl Freiherr von Aretin auf Haidenburg

#### B
- Hieronymus Johann Paul Ritter von Bayer
- Adalbert Wilhelm Prinz von Bayern (1828–1875)
- Carl Theodor Maximilian Prinz von Bayern (1795–1875)
- Carl Theodor in Bayern (1839–1909)
- Ludwig Wilhelm Herzog in Bayern (1884–1968)
- Luitpold Emanuel Herzog in Bayern (1890–1973)
- Luitpold Prinz, später Prinzregent von Bayern (1821–1912)
- Maximilian Herzog in Bayern (1808–1888)
- Otto Camillus Hugo Gabriel Graf von Bray-Steinburg

#### C
- Friedrich Ludwig Graf zu Castell-Castell

#### D
- Michael Ritter von Deinlein
- Erasmus Bernhard Graf von Deroy
- Joseph Johann Nepomuck Wenzelslaus Graf von Deym Zu Arnstorf
- Otto Graf von Daym zu Arnstorf, Freiherr von Strzitiz

#### E
- Eberhard Franz Graf zu Erbach-Erbach und von Wartenberg-Roth

#### F
- Georg Heinrich Arbogast Freiherr von und zu Franckenstein
- Carl August Freiherr von und zu Alt- und Neufrauenhofen Fraunhofen
- Leopold Karl Fürst Fugger von Babenhausen
- Fidelis Ferdinand Graf von Fugger zu Glött
- Raimund Ignaz Graf von Fugger zu Kirchberg und Weißenhorn
- Philipp Karl Graff von Fugger zu Kirchheim und Hoeneck

#### G
- Friedrich Carl Graf von und zu Giech
- Maximilian Joseph Graf von Gravenreuth (1807–1874)
- Adolph Eberhard Freiherr von Gumppenberg-Pöttmes

#### H
- Adolph Gottlieb Christoph Ritter von Harleß
- Karl Friedrich Ritter von Heintz (1802–1868)
- Chlodwig Fürst zu Hohenlohe-Waldenburg-Schillingsfürst (1819–1901)
- Maximilian Karl Graf von Holnstein in Bayern

#### L
- Ernst Leopold Fürst zu Leiningen
- Ludwig Heinrich Emil Graf von Lerchenfeld auf Köfering und Schönberg
- Maximilian Joseph Graf von Lerchenfeld auf Köfering und Schönberg (1799–1859)
- Alfred Freiherr von Lotzbeck auf Weyhern
- Adolph Karl Fürst zu Löwenstein-Wertheim-Freudenberg
- Karl Heinrich Fürst zu Löwenstein-Wertheim-Rosenberg

#### M
- Carl Leopold Graf von Maldeghem
- Georg Ludwig Ritter von Maurer (1790–1872)
- Maximilian Joseph Wilhelm Graf von Montgelas (1759–1838)

#### N
- Julius Adolph Freiherr von Niethammer (1798–1882)

#### O
- Otto Karl Fürst von Oettingen-Oettingen und Oettingen-Spielberg
- Karl Friedrich Krafft Ernst Fürst von Oettingen-Oettingen und Oettingen-Wallerstein
- Georg Ritter von Oettl (1794–1866)
- Franz Karl Rudolph Graf zu Ortenburg-Tambach

#### P
- Albert Graf von Pappenheim
- Julius Johann Freiherr von Ponickau auf Osterberg
- Maximilian Joseph Franz Graf von Preysing-Lichtenegg-Moos

#### Q
- Otto Friedrich Graf von Quadt zu Wykradt und Isny (1817–1899)

#### R
- Albert Ulrich Graf von Rechberg und Rothenlöwen (1803–1885)
- Ludwig Friedrich Graf von Rechteren und Limpurg
- Heinrich Alois Graf von Reigersberg (1770–1865)

#### S
- Cajetan Peter Graf von und zu Sandizell
- Gregor Ritter von Scherr
- Erwein Hugo Graf von Schörnborn-Wiesentheid
- August Karl Graf von Seinsheim
- Carl Graf von Seinsheim
- Franz Ludwig Schenk Graf von Stauffenberg (1801–1881)

#### T
- Wilhelm Freiherr von Thüngen
- Karl Theodor Fürst von Thurn und Taxis
- Maximilian Karl von Thurn und Taxis (1802–1871)
- Maximilian Konrad Graf von Toerring auf Seefeld
- Maximilian August Graf von Toerring-Guttenzell

#### W
- Hugo Philipp Graf Waldbott von Bassenheim (1820–1895)
- Constantin Maximilian Fürst von Waldburg zu Zeil und Trauchburg
- Leopold Maria Fürst von Waldburg zu Zeil und Wurzach
- Carl Theodor Fürst von Wrede
- Joseph Franz Freiherr von Würtzburg

#### Y
- Eduard Johann Graf von Yrsch

#### Z
- Friedrich Carl Freiherr von Zu Rhein (1802–1870)